# Fremontkulturen

Geografisk utbredning av Fremontkulturen

Fremontkulturen eller Fremont-folket är en förcolumbiansk arkeologisk kultur, som fick sitt namn från Fremontfloden i den amerikanska delstaten Utah. Kulturens platser upptäcktes av lokala ursprungsbefolkningar som Navajo och Ute. I Navajo-kulturen tillskrivs piktogrammen människor som levde före översvämningen. Fremontfloden är uppkallad efter John Charles Frémont, en amerikansk upptäcktsresande. Kulturen var utbredd i vad som nu är Utah och dessutom delar av Nevada, Idaho, Wyoming och Colorado. Den dateras till från Kr.f. till omkring 1300-talet e.Kr. Det gränsade till och var samtida med förfädernas pueblofolk, men skilde sig tydligt från dessa i sin kultur.

## Viktiga platser för kulturen
Fremont Indian State Park i Clear Creek Canyon-området i Sevier County, Utah, innehåller den största boplatsen för Fremontkulturen i Utah. Tusen år gamla grophus, hällristningar och andra artefakter från kulturen upptäcktes vid Range Creek i Utah.  Närliggande Nine Mile Canyon har länge varit känt för sin stora samling av klippkonst från Fremontkulturen. Andra platser finns i San Rafael Swell, Capitol Reef National Park, Dinosaur National Monument, Zion National Park och Arches National Park.

## Namn
Namnet Fremont användes först för en arkeologisk samling av verktyg, konst, arkitektur och keramik av Noel Morss i hans bok från 1931, The Ancient Culture of the Fremont River in Utah. År 1776 benämnde Fray Escalante under sin Domínguez-Escalante-expedition lämningarna  som Tihuas eller Tehuas, och knöt de med en etnografisk analogi till samtida Tiwa folk. John Steward skrev i sin dagbok den 4 augusti 1871 under sin expedition för att utforska Coloradofloden, att han hade hittat två gravar och spekulerade i att De kan vara de av Moquis-stammarna som tydligen bebodde denna del av landet vid någon tidpunkt och fördrevs för många år sedan. Deras ruiner finns överallt, där landet är beboeligt med trädgårdsplatser längs floden.  Moqui är en Hopi-autonym som lånats in i andra närliggande språk. Ute refererade till de tidigare invånarna i de många byruinerna i deras territorium som "mocutz". Modern forskning har föreslagit att det kan vara lämpligare att hänvisa till dessa lämningar som Fremont-komplexet snarare än som bara  en sammanhängande kulturell grupp. Användningen av etiketten Fremontkulturen antyder existensen av en avgränsad, tydlig enhet som är ett misslyckat försök att definiera en befolkning som är svåra att beskriva eller klassificera. Men inom kulturer finns alltid lokala variationer och det får anses ingå i själva begreppet. 

## Befolkningen etniska grupper

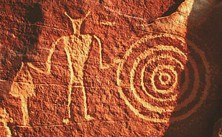
Fremont petroglyph i Dinosaur National Monument.

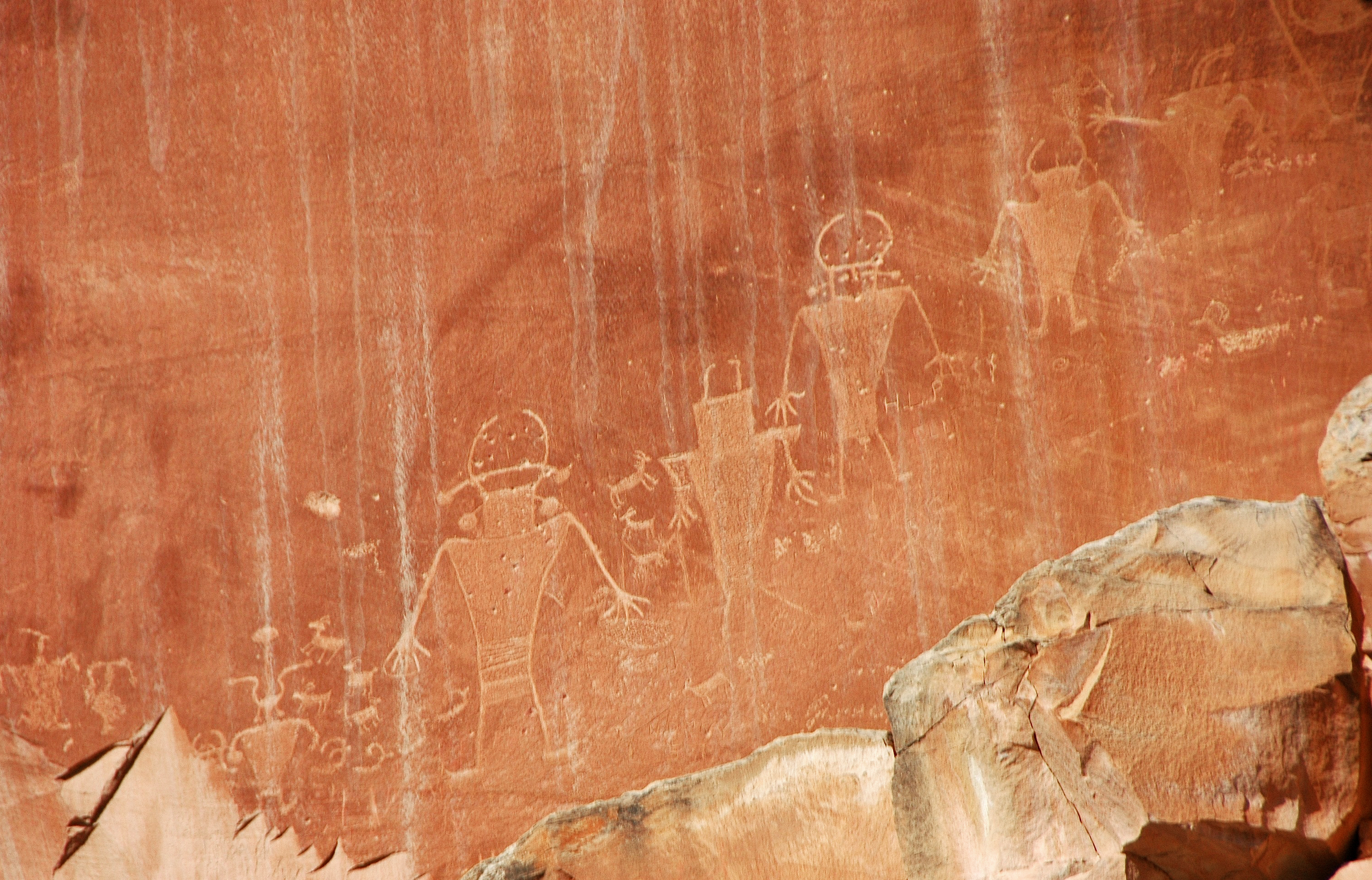
Fremont Indian petroglyphs i Capitol Reef National Park, södra Utah

Forskare är inte överens om att Fremontkulturen representerar en enda grupp med ett gemensamt språk, gemensamma förfäder eller livsstil, men flera delar av deras materiella kultur ger stöd för denna uppfattning. Fremontkulturen livnärde sig på vilda växter och odlade dessutom majs. Kulturen hade en rad av tämligen tillförlitliga strategier i sin försörjning, varierande beroende på plats och tid. I de arkeologiska fynden från byplatser och långtidsläger hittas rester av slaktade, kokta och kasserade ben av hjortar och kaniner, och förkolnade majskolvar utan kärnor och vilda ätbara växtrester. Andra fynd som tyder på en gemensam kultur är keramik i grågods och en form av korgmakeri och dessutom hällristningar. De flesta Fremontboplatser hade små enfamiljs- och storfamiljsenheter. Byarna hade från två till ett dussin grophus, men bara få var bebodda samtidigt. 
Det finns undantag från denna regel vilket gällde en stor by i Parowan Valley i sydvästra Utah. En stor utgrävd by Five Finger Ridge vid ovan nämnda Fremont Indian State Park. Andra,platser avvek genom att vara bebodda under en lång tid, samtidigt beboddes av 60 människo eller fler samtidigt, eller bådadera. Fremont anses ibland ha börjat som en utbrytargrupp från förfädernas Pueblo-folk, men arkeologer är inte överens om denna teori. Arkeologen Dean Snow anför att Fremont-folket bar i allmänhet mockasiner som sina förfäder i Great Basin snarare än sandaler som förfädernas Pueblofolk. De var bara deltidsbönder som bodde utspritt på bar halvpermanenta boplatser och de slutade inte med jakt och samling. De tillverkade keramik och byggde hus och matförråd samt odlade majs men varde fattiga kusinena till de stora traditionerna i sydvästra USA- De kopierade inslag i deras kultur. Snow menar att Fremontkulturen försvagades på grund av ett förändrat klimatcirka 950 e.Kr. Kulturen flyttade då till nordvästra Utah som då hade träskområdena, där de levde kvar i omkring 400 år.

## Senare utgrävningar

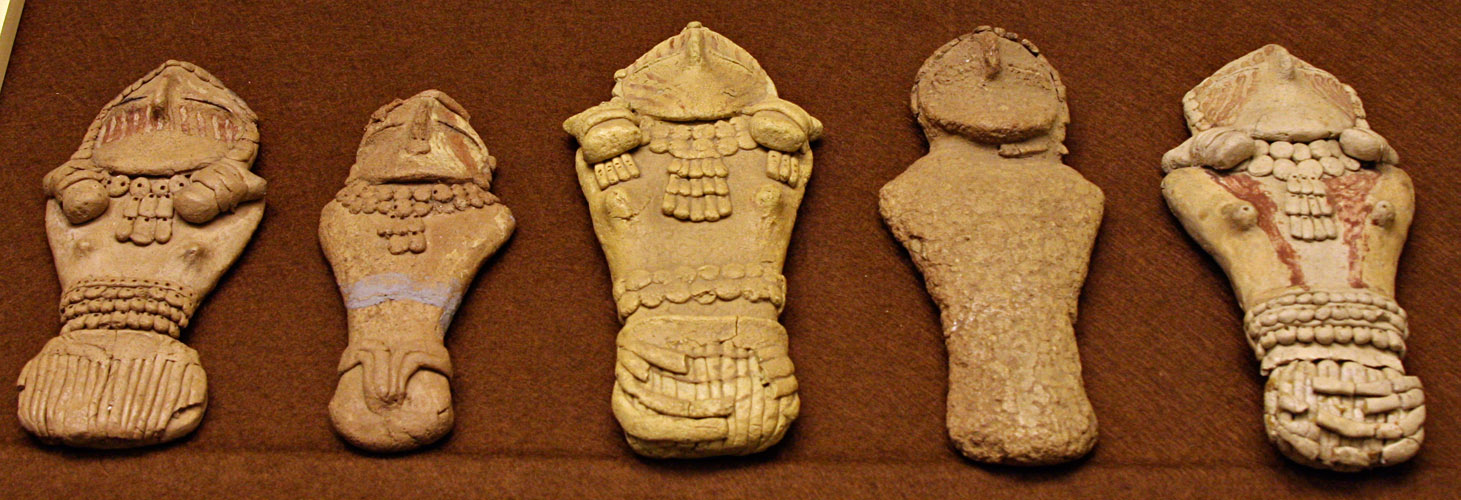
Pilling Figurines, i obränd lera från Fremontkulturen, utställda i College of Eastern Utah Prehistoric Museum.

Området Range Creek Canyon har lämningar från  Fremontkulturen. Platsen gav mycket välbevarade lämningar i orört tillstånd, som gav stora mängder av arkeologisk information om denna hittills sämre kända kultur. Området utforskades första gången 2004. Platsen hade grophus halvt nergrävda i marken med inrasade tak. De var placerade  på dalbottnen och de omgivande kullarna. På golven hitttades pilspetsar, ärlor. keramikskärvor och rester av stenverktyg. Hundratals bisarra människofigurer med avsmalnande lemmar och märkliga utsprång som utgick från deras huvuden var ristade på klippväggarna. Grophusen var intakta och spannmålsmagasinen var fyllda med tusenåriga majskolvar. Utgrävningarna av platsen som slutfördes 2006 visade att platsen hade lämningar av 1 000 år gamla byar av Fremontkulturen.
Enligt Snow är Fremontfolket slutliga öde okänt. De kan ha  flyttat in i Idaho, Nebraska och Kansas, och de kan ha blivit en del av Dismal River-kulturen i öster eller Pueblo-samhällena i söder och de kan ha absorberats av de anländande numictalande folken.